# Grünbelag

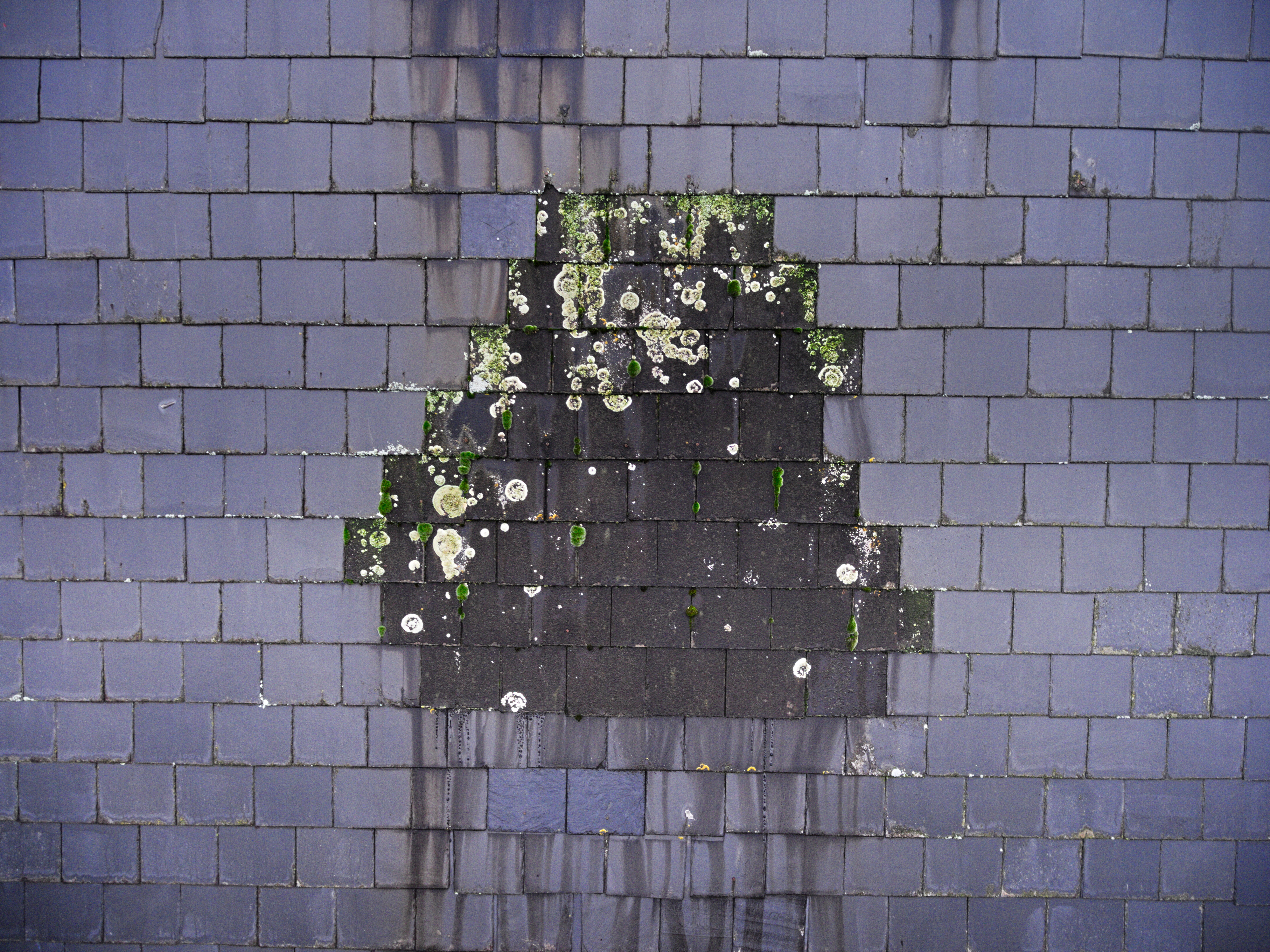
Grünbelag auf einer Dachfläche

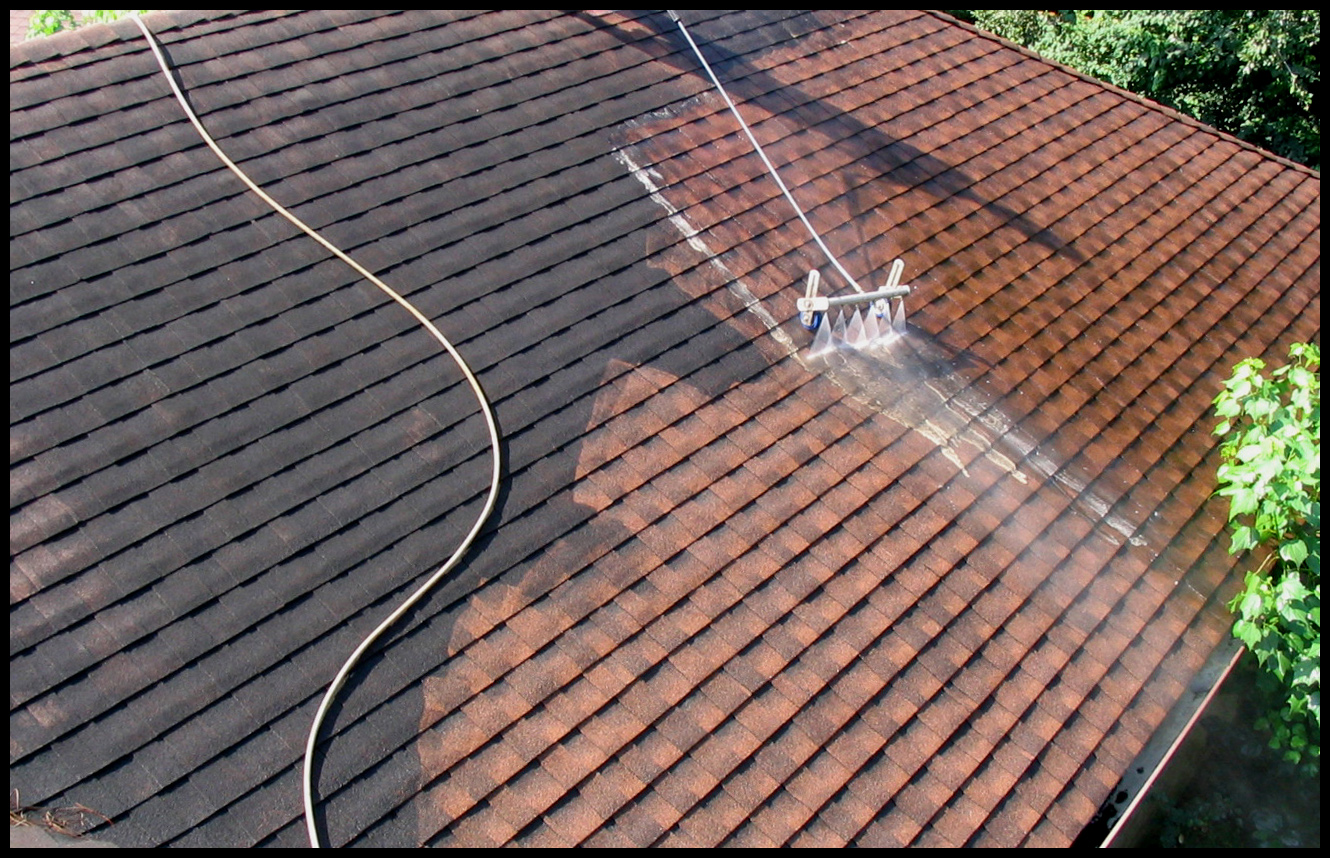
Entfernung von Grünbelag auf einem Dach

Grünbelag ist eine grünliche Verfärbung auf Stein, Holz oder Kunststoff, die durch pflanzliche Mikroorganismen und anderes organisches Material hervorgerufen wird. Zusammen mit Algen, Moosen und Flechten haften und wachsen chlorophyllhaltige Mikroorganismen häufig auf horizontal oder mit leichtem Gefälle verlegten Terrassenplatten und Pflastersteinen sowie auf Dächern, Grabsteinen, Skulpturen und hölzernen Strukturbauteilen.

## Entfernung
Auch wenn die Verschmutzungen oft ihren eigenen Reiz haben, besteht häufig Rutschgefahr sowie auf Dauer die Gefahr des weiteren Verfalls des darunterliegenden Steins oder Holzes. Bei der Entfernung ist darauf zu achten, dass der Stein nicht unnötig aufgeraut wird, weil sich sonst der Grünbelag in Zukunft noch schlechter entfernen lässt. Drahtbürsten und zu nah an die Steinoberfläche gehaltene Hochdruckstrahler sind daher nicht geeignet.
Es gibt viele handelsübliche Reinigungsflüssigkeiten, mit denen Grünbelag, Flechten, Algen und Pollen von Steinplatten entfernt werden können. Bei Grünbelagentfernern handelt es sich meistens um Chemikalien, die waschaktive Substanzen mit bioziden, also abtötenden Wirkstoffen kombinieren.

## Grünspan
Grünbelag wird umgangssprachlich fälschlicherweise gelegentlich Grünspan genannt. Während beim Grünbelag der Farbstoff aus Chlorophyll besteht, handelt es sich beim Grünspan um Kupfersalze zum Beispiel unterhalb von aus Kupfer hergestellten Schornsteinverkleidungen, Dachrinnen oder anderen Spenglerarbeiten.

## Bildergalerie
Für größere Ansicht Bild anklicken.

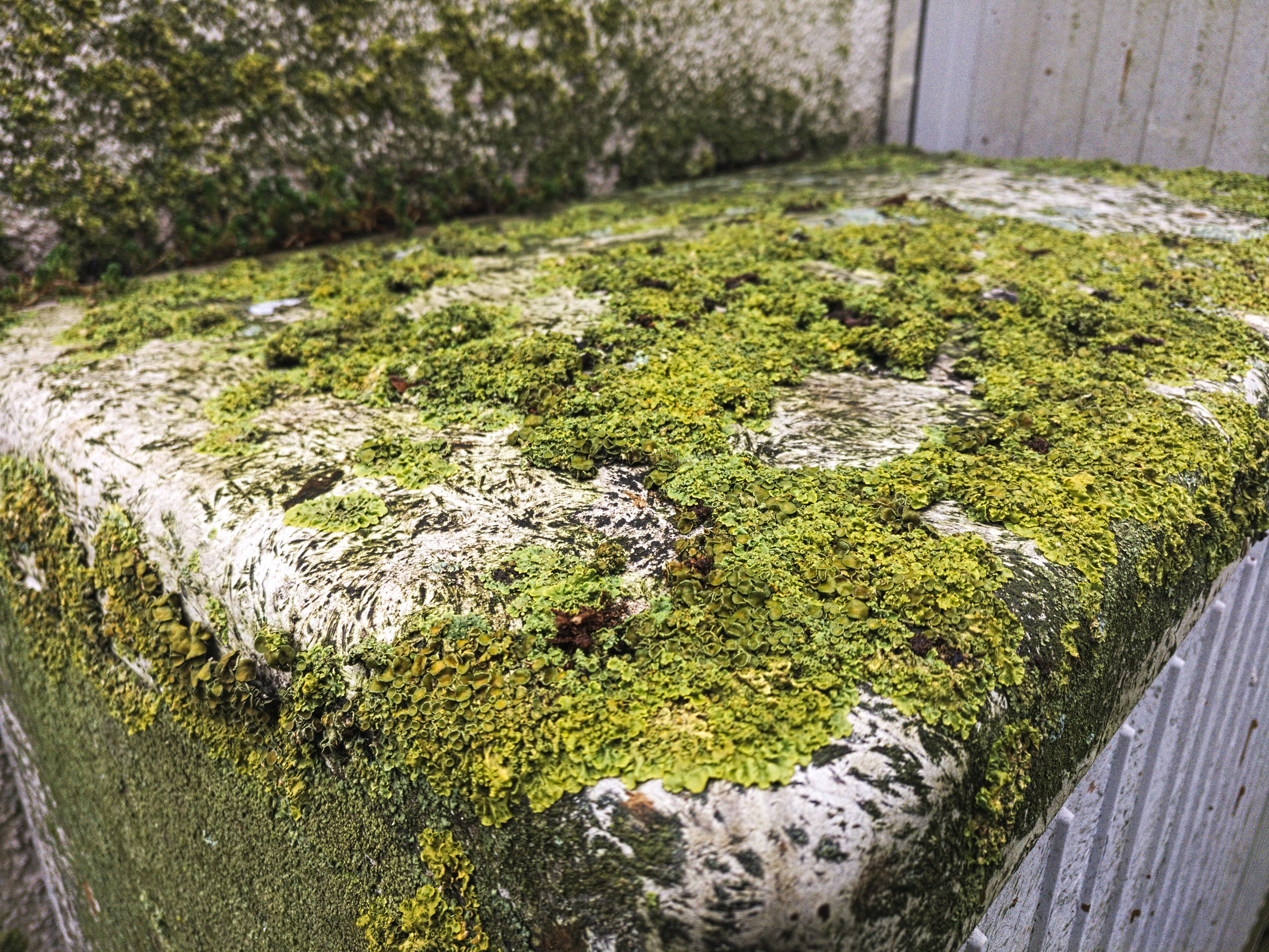
Grünbelag auf einem Schaltschrank
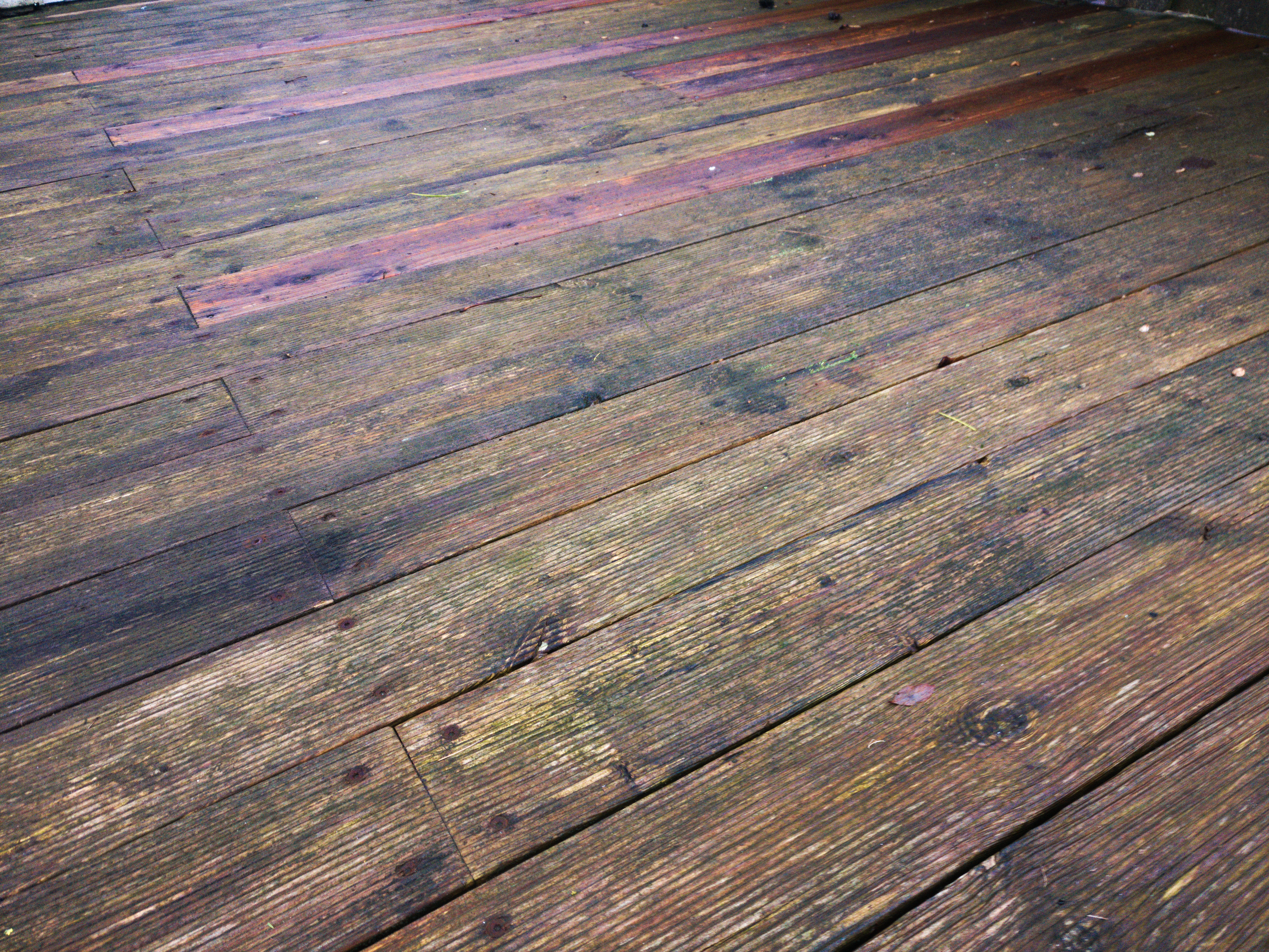
Holzboden einer Terrasse mit Grünbelag
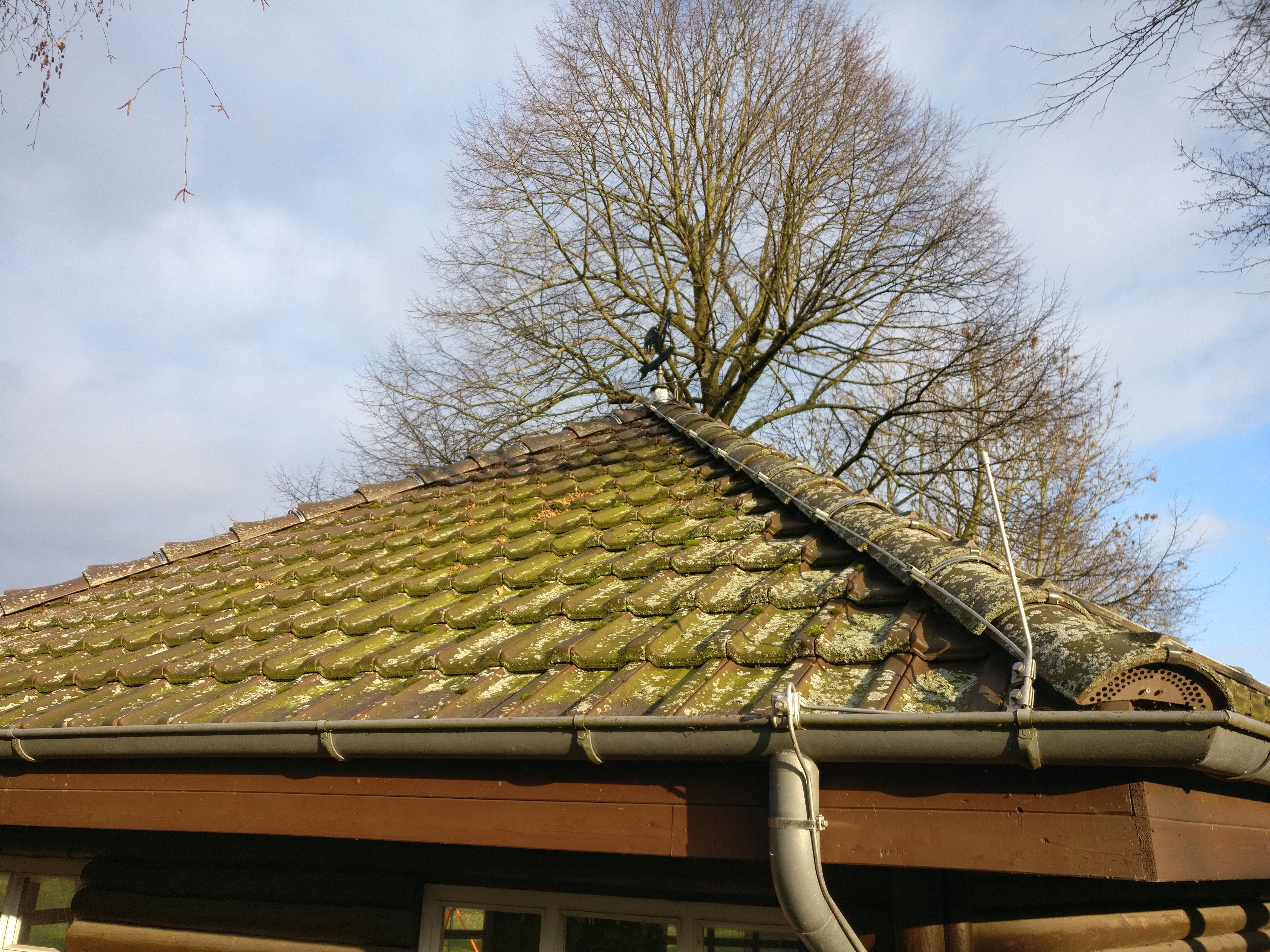
Grünbelag auf einer Dachfläche
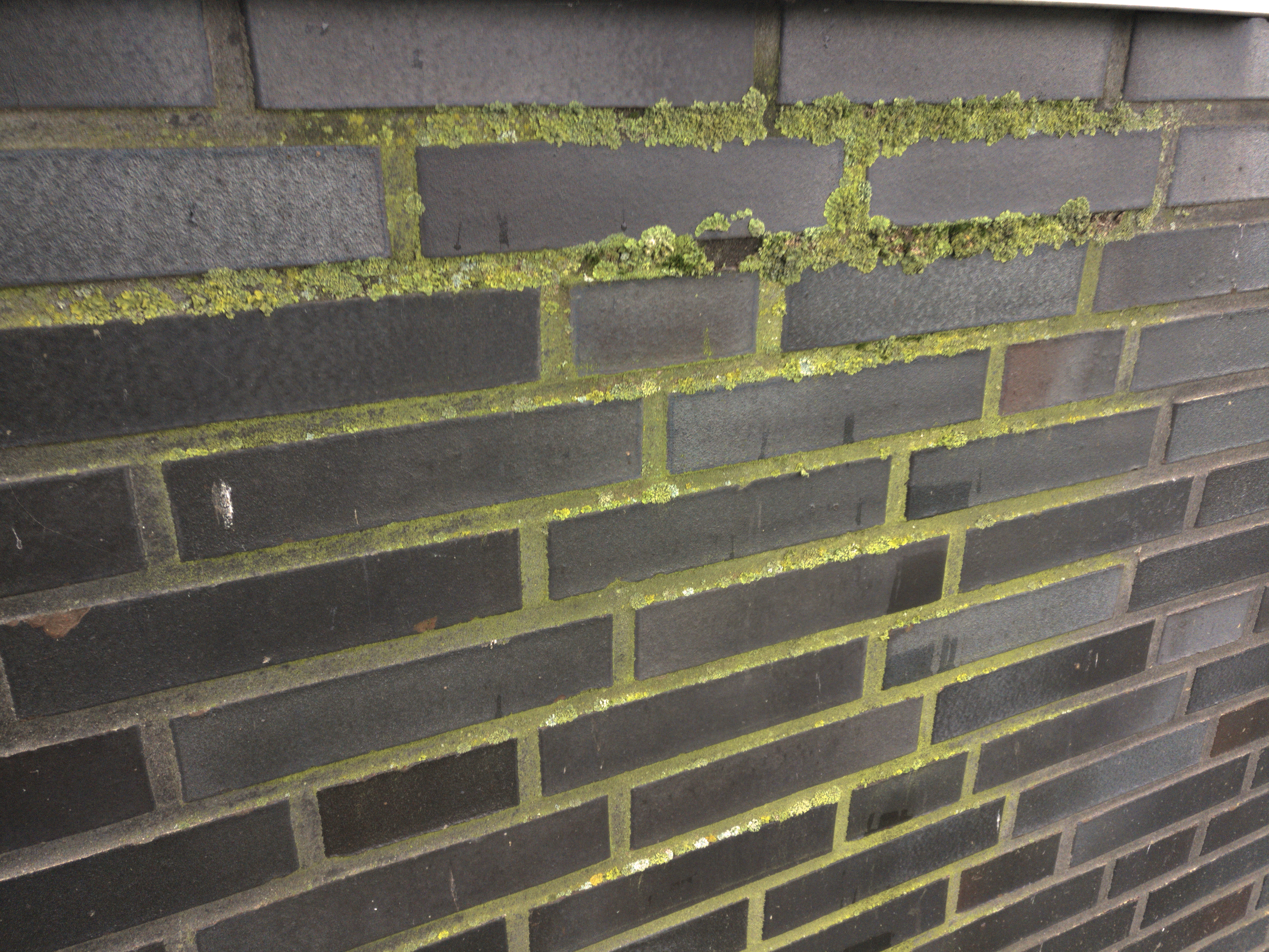
Gemauerte Wand mit Grünbelag
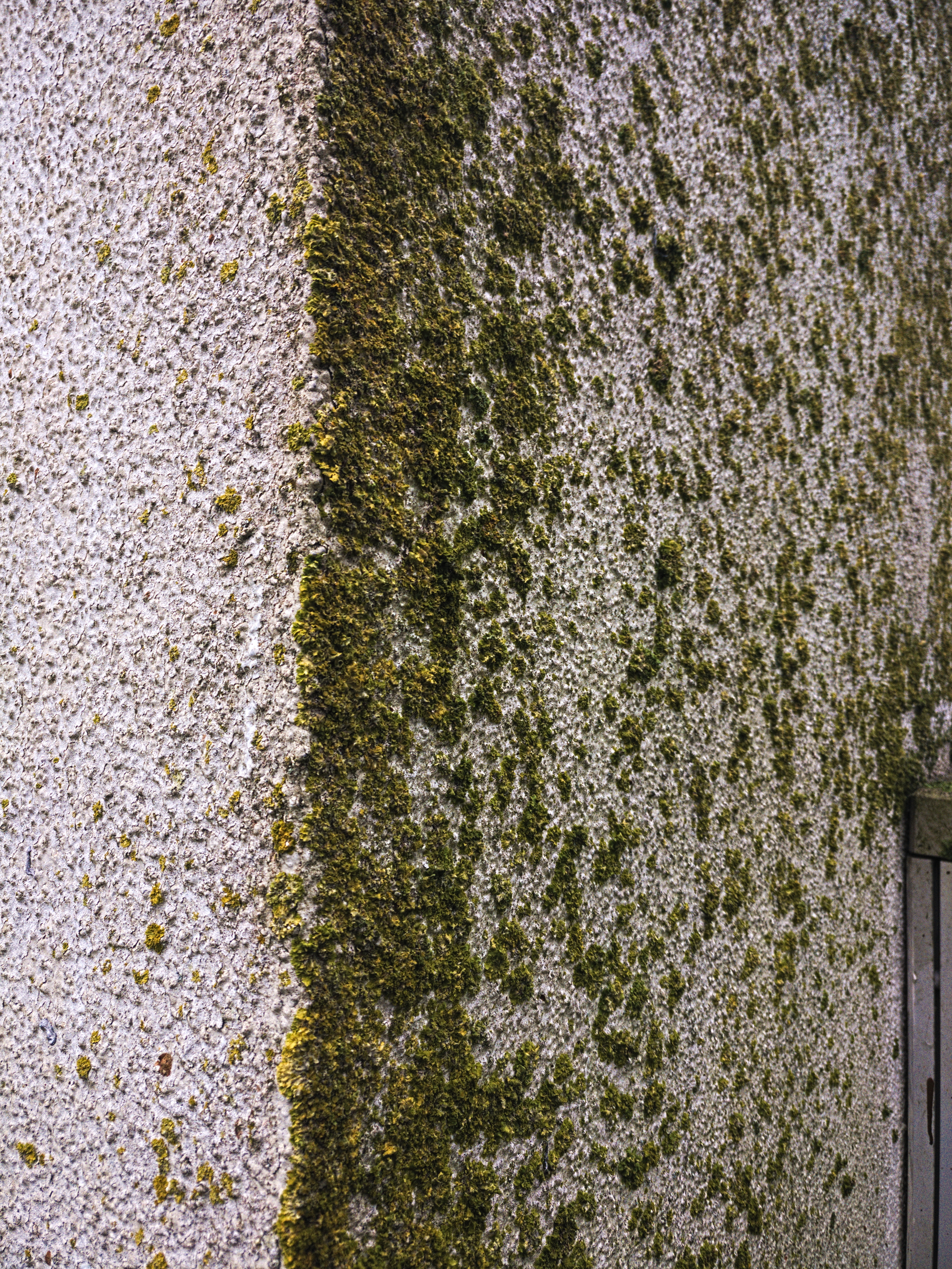
Verputzte Wand mit Grünbelag